# Michael Cole
Michael Sean Coulthart (8 de desembre de 1968 -), més conegut com a Michael Cole, és un ex-comentarista nord-americà, que va treballar a la marca de SmackDown! de l'empresa World Wrestling Entertainment (WWE) des del 1999 fins al 2008.